# Экономика Макао
Экономика Макао (Аомынь) — одна из самых развитых экономик мира, представитель восточноазиатской модели развития экономики. В основном состоит из игорного бизнеса, туризма и экспорта[чего?]. 
Население работает в промышленности (46 % занятых) и сфере услуг (40 %). 
Около 70 % занятого населения косвенно или напрямую связано с игорным бизнесом; он составляет до 40 % от ВВП. Также в Макао ежегодно приезжает около 23 млн туристов.
КНР ведёт через Макао транзитную торговлю, контролирует ряд предприятий, торговых компаний и банков. Китай вместе с Гонконгом — основной торговый партнёр Макао. Значительное место во внешней торговле Макао имеет Япония.
Безработица в Макао относительно низкая:
в 1998 году составляла 3,8 % работоспособного населения (для сравнения: в этом же году в Гонконге уровень безработицы составил 5,5 %, в материковом Китае по различным оценкам безработица составляла от 8 % до 10 %, а на Тайване — 2,7 %); А в 2010 году уровень безработицы достиг своего минимального уровня в 2,8 % с 1994 года. 
Начиная с 2005 года количество занятых в сфере услуг постоянно растёт по данным Всемирного Банка, если в 2005 эта цифра составляла 74,7 %, то к 2010 она превысила 84 %.
С 1995 г. Макао — член Всемирной Торговой Организации.
Налоговая система Макао основывается на прогрессивных ставках — к фиксированной ставке обычно прибавляются дополнительные отчисления на социальные нужды или дифференцированные ставки. Например, налог на прибыль физических лиц составляет от 7 до 12 %, индивидуально трудоустроенные граждане выплачивают около 5 %. Налог на прибыль корпораций колеблется от 9 до 12 %. Помимо основных налогов на прибыль физическими и юридическими лицами уплачиваются имущественные налоги, процентная ставка которых составляет от 10,8 % до 16,8 %. Самые высокие ставки налагаются на игорные дома. Казино уплачивают от 35 до 40 % прибыли. Максимальный налог в 40 % начисляется на прибыль VIP-столов или при уплате различного рода сборов.
Макао уделяет много внимания игорному бизнесу и туризму и так как экономика Макао сильно от этого зависит, то если поток туристов замедлится или вообще прекратится, это очень сильно отразится на её экономике. Правительство ищет иностранные инвестиции в качестве средства диверсификации экономики.

## Валюта
Официальной валютой Макао является патака, которая зависит от доллара Гонконга. 
Доллар Гонконга и патака примерно равны. 1 патака примерна равна 4-5 рублям.

## Банковская система
Растёт роль Макао как финансового центра. Правом эмиссии пользуются Национальный заморский банк и Банк Китая. Имеются также 20 других банков, обладающих лицензией, 16 из которых — иностранные (в Макао расположены 5 из 500 ведущих коммерческих банков Азии, включая банки «Тайфун» и «Сэнхэн»).
Денежно-кредитная администрация Макао (AMCM) была создана в 1989 г. как квази-центральный банк и получила полномочия контроля финансовой системы Макао. Закон о финансовой системе был обнародован в 1993 г. в ходе осуществления реформ, направленных на профилактику и внедрение благоразумных правил контроля лицензирования, квалификации акционеров и 
менеджеров, оценку новых эксплуатационных рисков и осуществление комплексного контроля за деятельностью финансовых групп. Закон основан на рекомендациях Базельской комиссии по банковскому надзору  и мероприятиях Европейского Союза, направленных на гармонизацию банковского законодательства с учетом опыта стран и территорий, чьи финансовые системы сходны с финансовой системой Макао.
Закон о финансовой системе предусматривает выдачу следующих лицензий на индивидуальной основе после получения специального разрешения Главного исполнительного директора Администрации Макао с учетом мнения Денежно-кредитной администрации Макао:
- разрешение на регистрацию кредитных учреждений в Макао;
- открытие филиалов кредитных учреждений в Макао, чьи материнские предприятия зарегистрированы за рубежом;
- открытие дочерних предприятий, филиалов и представительств иностранных организаций кредитными учреждениями, зарегистрированными в Макао;
- создание финансовых посредников и финансовых учреждений, не являющихся кредитными учреждениями, кроме таких учреждений, создание которых регулируется в специальном порядке.

Кроме этого, Декрет-Закон № 58/99/M от 18 октября 1999 г. «О режиме офшорных услуг» установил, что банковские лицензию также выдаются с предварительного разрешения Главного исполнительного директора Администрации Макао с учетом мнения Денежно-кредитной администрации Макао. В настоящее время здесь функционируют 27 банков, 12 из которых зарегистрированы в Макао (включая почтово-сберегательный банк), а 15 являются филиалами иностранных банков. Исключая три офшорных банка, все банки Макао являются розничными банками, имеющими лицензию на все виды банковской деятельности. Помимо этого существует финансовая компания, имеющая ограниченные права банка – эта компания была создана согласно Декрету-Закону №15/83/M от 26 февраля, и небанковское кредитное учреждение, занимающееся выпуском платежных карточек и управлением системой электронных платежей согласно Декрету-Закону №32/93/M от 5 июля.
В 2019 г., в годовщину 20-летия воссоединения с Китаем, прошло открытие биржи в Макао. В ходе визита в город Си Цзиньпин объявит о превращении Макао в новый финансовый центр (тем самым создав альтернативу Гонконгу).
Список банков, имеющих лицензию на деятельность в Макао:
- Вин Хан Банк Лимитед (Wing Hang Bank Limited)
- Дельта Азия Банк Лимитед (Delta Asia Bank Limited)
- Чайна Констракшн Банк (Макао) Корпорейшн Лимитед (China Construction Bank (Macau) Corporation Limited)
- Сен Хен Банк Лимитед (Seng Heng Bank Limited)
- Банко Комерциаль де Макао С.А. (Banco Comercial de Macau S.A.)
- Макао Чайниз Банк Лтд. (The Macau Chinese Bank Ltd)
- Банко Эспирито Санто Эйша Лимитед (Banco Espírito Santo Asia Limited)
- Банко Насиональ Ультрамарино (БНУ) Макао (Banco Nacional Ultramarino (BNU) Macau)
- Банко Вэн Хан С.А. (Banco Weng Hang S.A.)
- ЭйчЭсБиСи Макао (HSBC Macau)
- Лусо Интернешнл Банкинг (ЛИБ) Лтд. (Luso International Banking (LIB) Ltd)
- Тай Фун Банк Лтд. (Tai Fung Bank Ltd)

## Производство
Природные ресурсы в Макао представлены только рыбными ресурсами: в устье реки Чжузцян ведётся лов рыбы, обеспечивающий все потребности города. Основным производством является рыболовство (улов 1898 т) и табачная промышленность (500 млн сигарет).
Макао производит и экспортирует текстиль; предприятия текстильной промышленности приносят до 3/4 валютных поступлений.
Сельское хозяйство
Сельское хозяйство сведено к минимуму: основные агрокультуры — рис и овощи, животноводство развито слабо. Основной поставщик продовольствия — материковый Китай.

## Энергетика
Электроэнергия — производство: 1893 млн кВт⋅ч (2004)
- Ископаемое топливо: 100 %
- ГЭС: 0 %
- Ядерное топливо: 0 %
- Другое: 0 % (1998)

Электричество — потребление: 1899 млн кВт⋅ч (2004)
Электричество — экспорт: 0 кВт⋅ч (2004)
Электричество — импорт: 153 300 000 кВт⋅ч (2004)

## Транспорт
Макао соединено с расположенным на противоположном берегу эстуария реки Чжуцзян Гонконгом и с Гуанчжоу линиями судов на подводных крыльях. Также имеется вертолётная линия между Макао и Гонконгом.
С 1995 г. Макао располагает собственным международным аэропортом, который обслуживает рейсы из многих городов Китая. Авиакомпания Air Macau (штаб-квартира в Макао).
23 октября 2018 года был открыт мост Гонконг — Чжухай — Макао, соединивший крупнейшие города дельты Жемчужной реки. Длина моста составляет 55 километров, из которых 6,7 километра — подводный туннель между двумя искусственными островами.
Внутри Макао имеются автобусные маршруты. Движение большинства пассажиров между Макао и остальной частью Китая осуществляется путём пешеходного прохода через контрольно-пропускной пункт Гунбэй в соседний город Чжухай (провинция Гуандун), на северной (чжухайской) стороне которого расположена одноимённая автостанция с автобусным движением в Гуанчжоу и другие города провинции.

## Сфера услуг
Макао — открытый порт, крупный финансовый центр, также известен своими казино, игорными домами, ипподромом, ночными клубами: сегодня Макао фактически является мировой столицей азарта.

### Туризм
Высокоскоростные суда на подводных крыльях доставляют туристов из Гонконга в Макао, где их ждут бары, рестораны, казино, гостиницы. 

### Игорный бизнес
Казино в Макао появились давно, еще в середине XIX века. Но расцвета они достигли только после того, как была отменена монополия в этом секторе. 
По объему денег, оставляемых игроками в казино, Макао занимает первое место в мире$ так, с 2010 года игорный бизнес приносит бюджету Макао более 70 % доходов, поступления в бюджет Макао от игорного бизнеса составляет 6 млрд долл. в год. 
В казино ходит почти каждый седьмой житель города, включая детей и стариков.
В 2001 была осуществлена либерализация игорного дела, три компании обязались вложить в развитие территории 2,2 млрд долл. США.
На территории автономного административного района находится 33 казино. Наиболее известными являются The Venetian Macao («Венишн», "Венеция в Макао" — самое большое казино в мире, построил его Шелдон Адельсон), Grand Lisboa ("Гранд Лисбоа") и Galaxy. В 2023 г. в Макао появился новый курорт-казино "копия Лондона" The Londoner Macao.

## Торговля
Импорт: 
Сырье и полуфабрикаты, товары народного потребления (продовольствие, напитки, табачные изделия), топливо и масла.
Экспорт:
Макао экспортирует текстиль, одежду, обувь, игрушки, электронику, автозапчасти.

## Доходы населения
В Макао не было минимального размера оплаты труда. Впервые он был введена 1 ноября 2020 года. С 1 ноября 2020 года минимальный размер оплаты труда составляет 6656 патак ($826,77) в месяц, 1536 патак ($190,79) в неделю, 256 патак ($31,80) в день и 32 патак ($3,97) в час, не распространяется на домашнюю прислугу и инвалидов.